# Ernst Bernhard Lohrmann

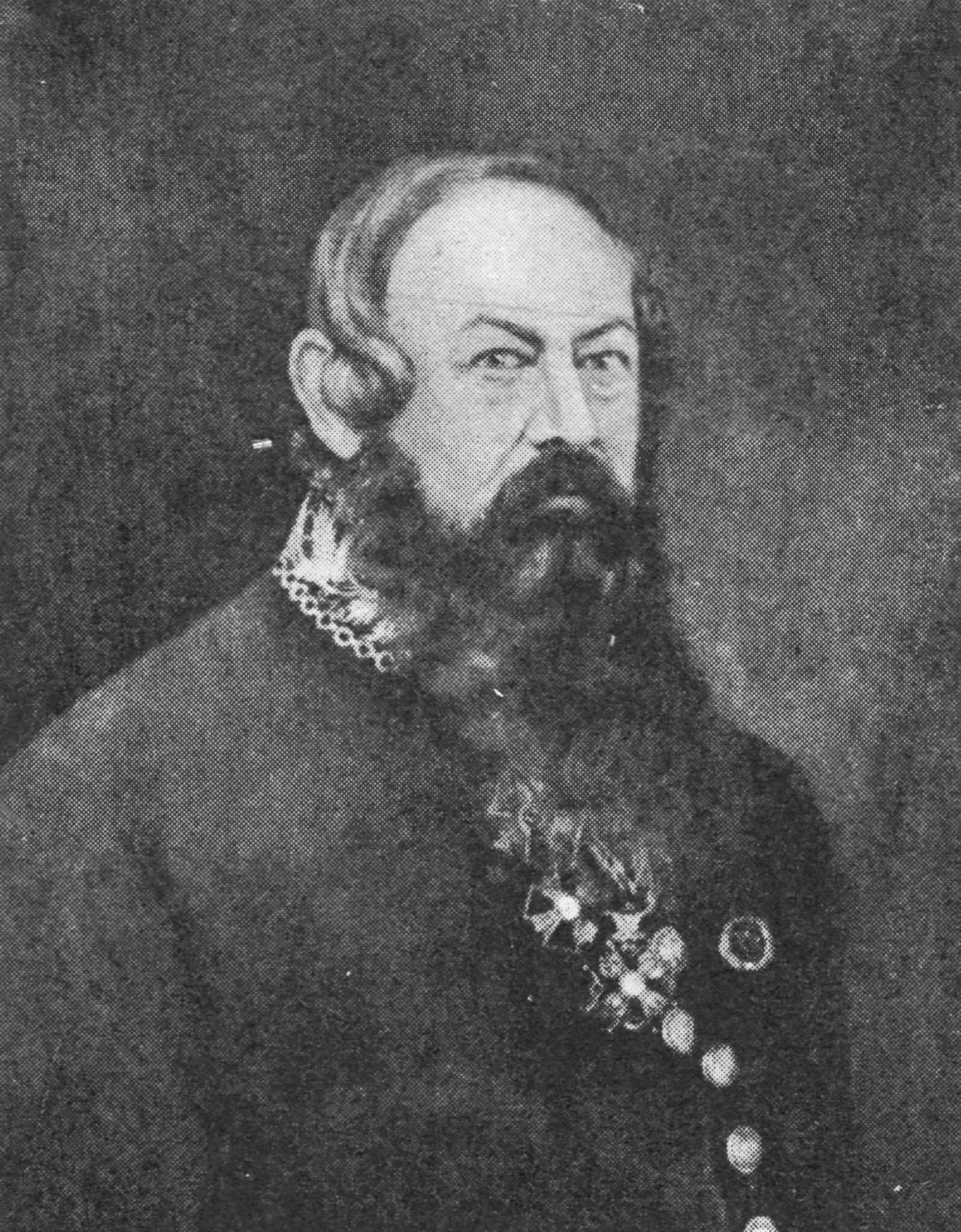
Ernst Bernhard Lohrmann auf einem Ölgemälde (Ausschnitt): Widolfa von Engeström-Ahrenberg, 1905.

Ernst Bernhard Lohrmann (* 30. Juni 1803 in Übelngönne; † 17. Juni 1870 in Stockholm, Schweden) ist ein in Deutschland geborener finnischer Architekt. Sein Vater hatte die Position eines Ober-Rentmeisters inne. Er war um 1838 verheiratet mit Caroline Julie Stagge.

## Vita
Ernst Bernhard Lohrmann begann sein Studium 1821 in Göttingen mit den Fächern Philosophie und Kamerakunst an der Universität Göttingen und ab 1823 an der Universität Berlin. Schon bald konzentrierte er sich auf das Studium an der Berliner Bauakademie. 1827 machte er seinen Abschluss als Landvermesser in Berlin.
Nach seinem Studium arbeitete er bis zu seiner Abreise nach Finnland 1841 als Bauaufsichtsbeamter. Dabei hinterließ er in Berlin einige Spuren seiner Arbeit: Er plante und realisierte ein umfassendes Neubauprogramm für die Geschäftsführung der Berliner Klinikeinrichtungen. Zu seinen weiteren Berliner Werken gehören das erhaltene Hauptgebäude der Veterinärschule (1840) an der Luisenstraße, ein repräsentatives Beispiel der sogenannten klassizistischen Architekturschule Schinkels, und eine Hängebrücke im Tiergarten.
Nun in Finnland weilend, übernahm er die Nachfolge von Carl Ludwig Engel als Direktor der Verwaltungsgeschäftsstelle der finnischen Baubehörde und wurde 1867 Generaldirektor der Gesamtorganisation. In seiner Zeit erlebte Finnland einen radikalen Wandel des architektonischen Stils vom Klassizismus zum Historismus. Lohrmanns Tätigkeit war produktiv, aber die Ansichten über seine architektonischen Richtungen sind geteilt.
Als Architekt war Ernst Lohrmann ausgewiesener Spezialist für die Gestaltung von Kirchen und öffentlichen Gebäuden.

## Ausgewählte Kirchenbauten
- 1846: Kirche von Kuhmalahti
- 1846: Kirche von Simo
- 1849: Kirche von Suomusjärvi
- 1851: Kirche von Ylistaro
- 1851: Kirche von Lapväärtti
- 1851: Kirche von Rääkkylä
- 1852: Kirche von Muolaa
- 1852: Dom von Helsinki (einzelne Teile)
- 1852: Kirche von Ruokolahti
- 1852: Alte Kirche von Humppila
- 1853: Kirche von Utsjoki
- 1855: Kirche von Kestilä
- 1857: Neue Kirche von Hattula
- 1858: Alte Kirche von Enontekiö
- 1860: Henrik-Kathedrale in Helsinki
- 1863: Kirche von Juva
- 1866: Kirche von Mäntsälä
- 1869: Kirche von Tuusniemi
- 1870: Kirche von Hämeenkoski
- 1874: Kirche von Kuivaniemi

## Andere öffentliche Gebäude
- 1849–1851: Haus der guten Laune in Oulu[3]
- 1853: Gefängnis von Turku
- 1864: Finnische Finanzbank in Helsinki
- 1865: Rathaus von Kristinestad
- Villa Hakasalmi in Helsinki
- Aleksanteri-Institut in Helsinki

## Galerie

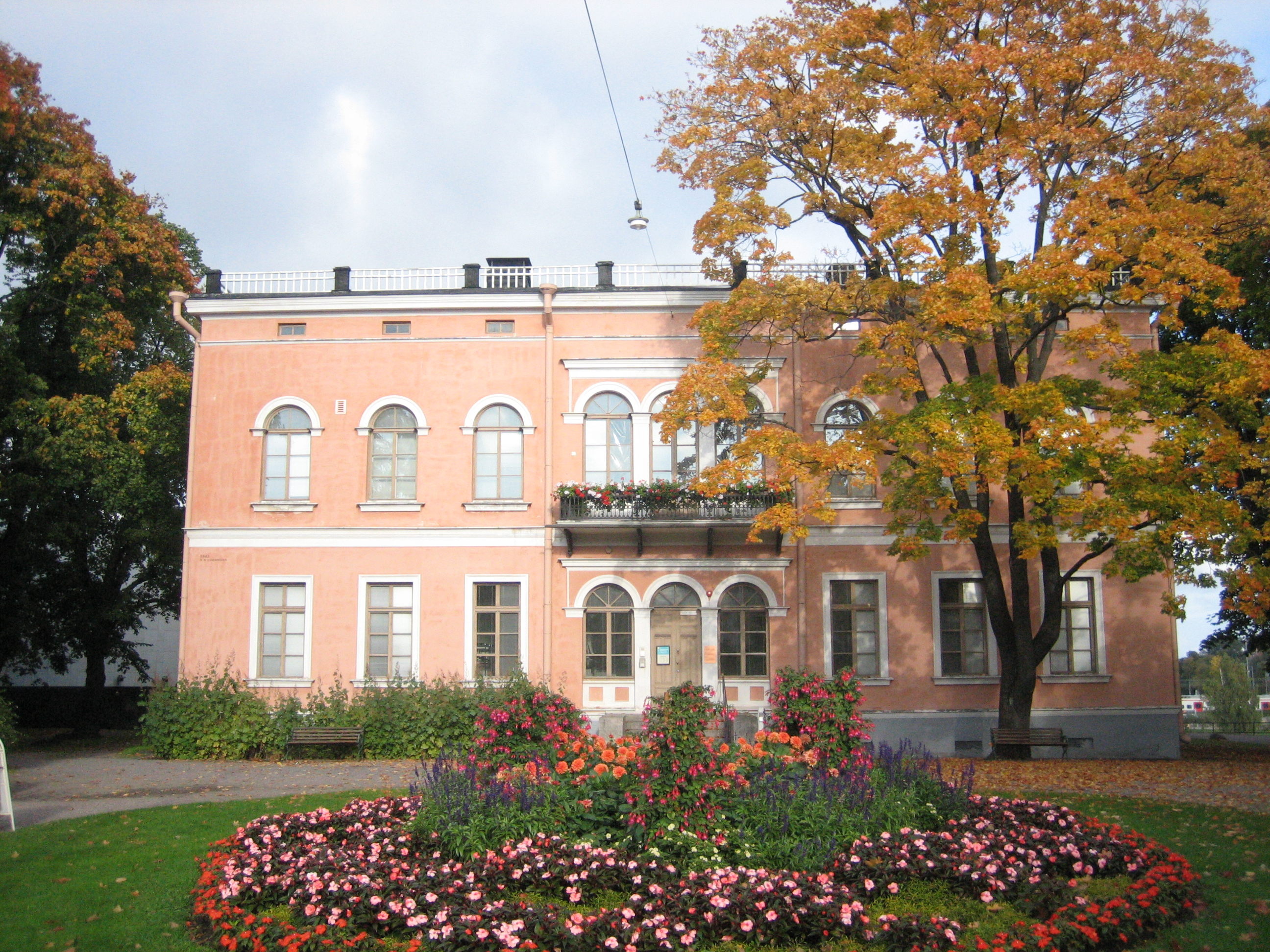
Villa Hakasalmi an der Straße Mannerheimintie in Helsinki
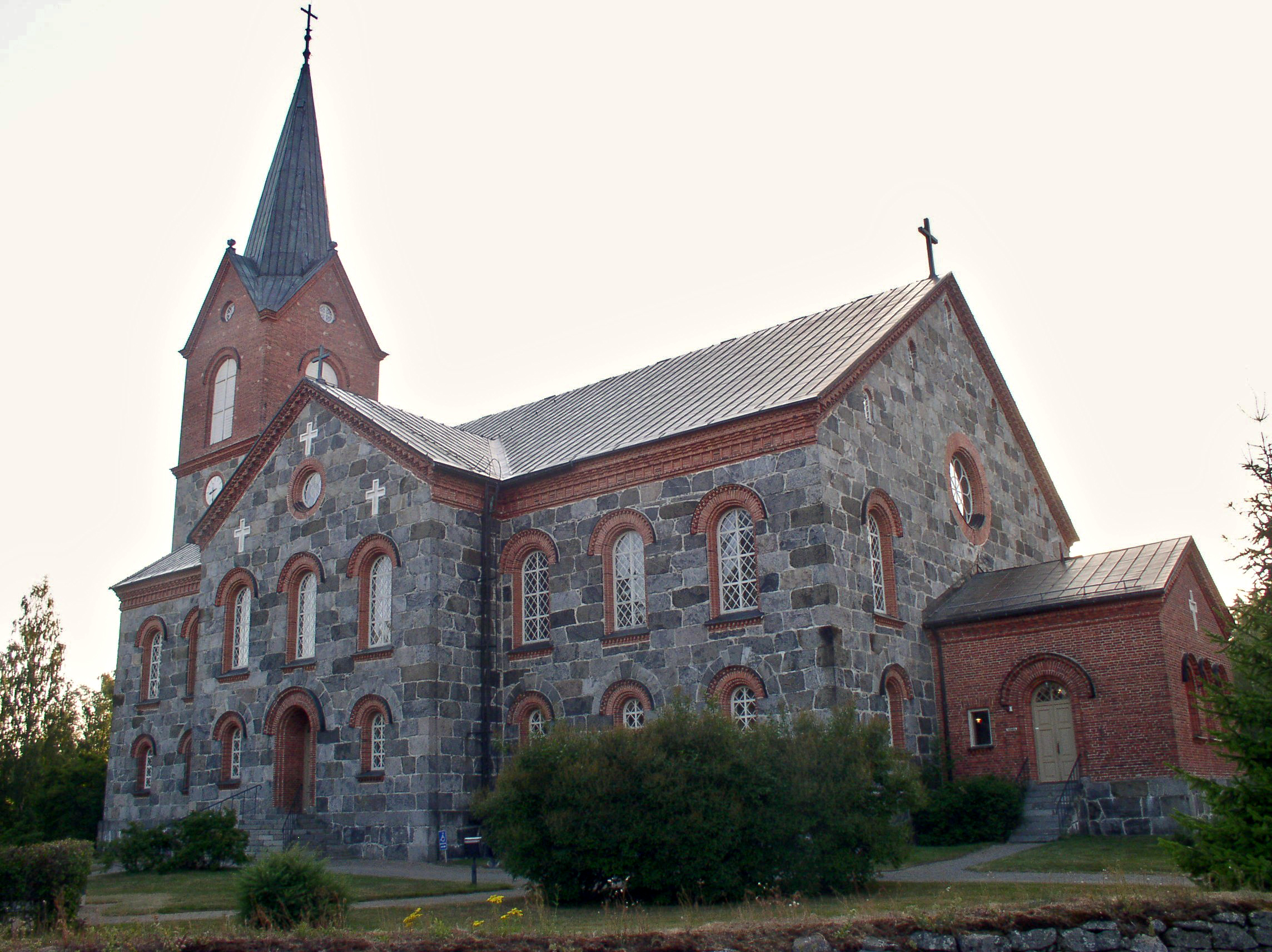
Kirche von Juva, entworfen von Carl Albert Edelfelt
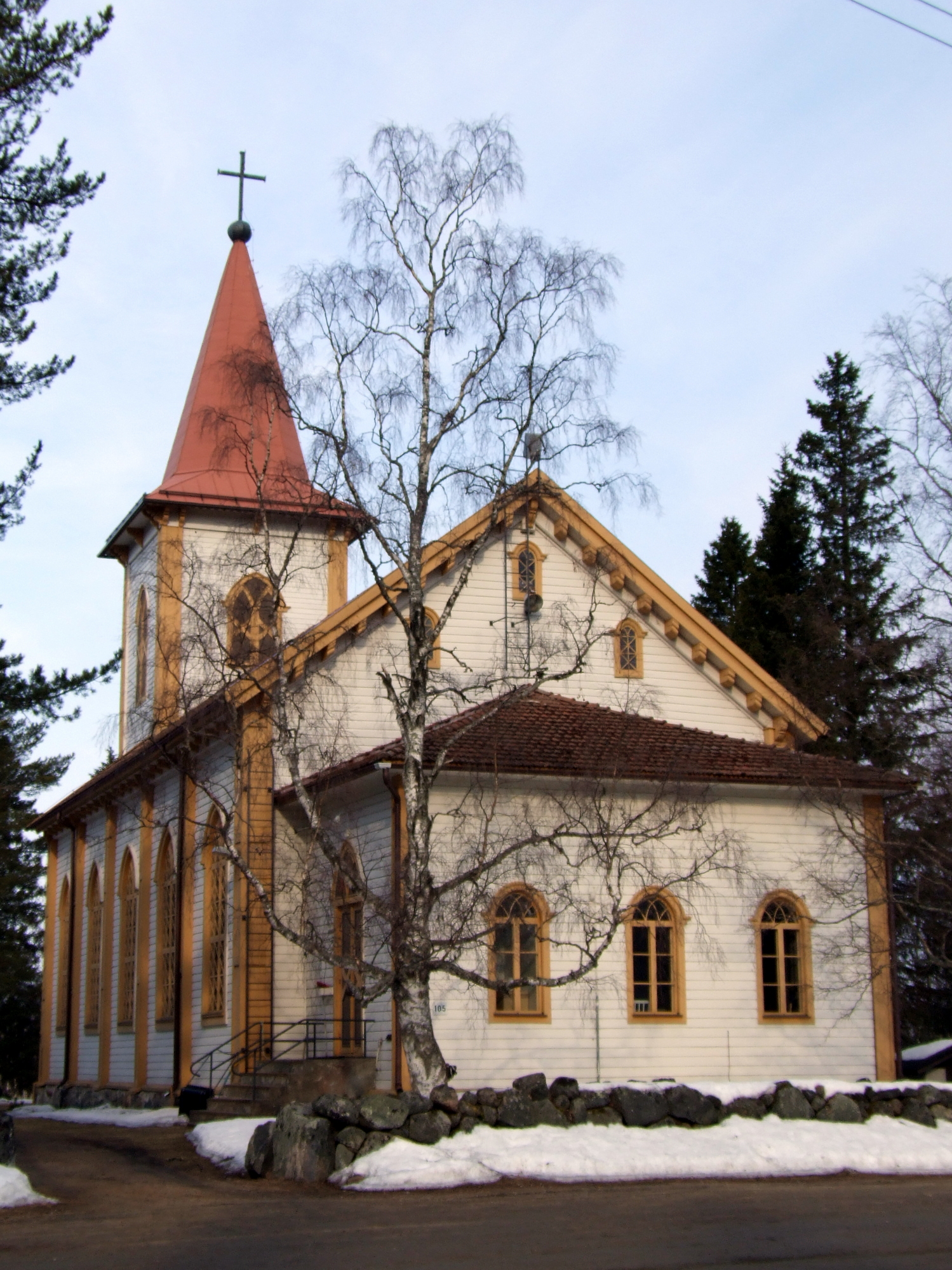
Kirche von Kuivaniemi, 1872
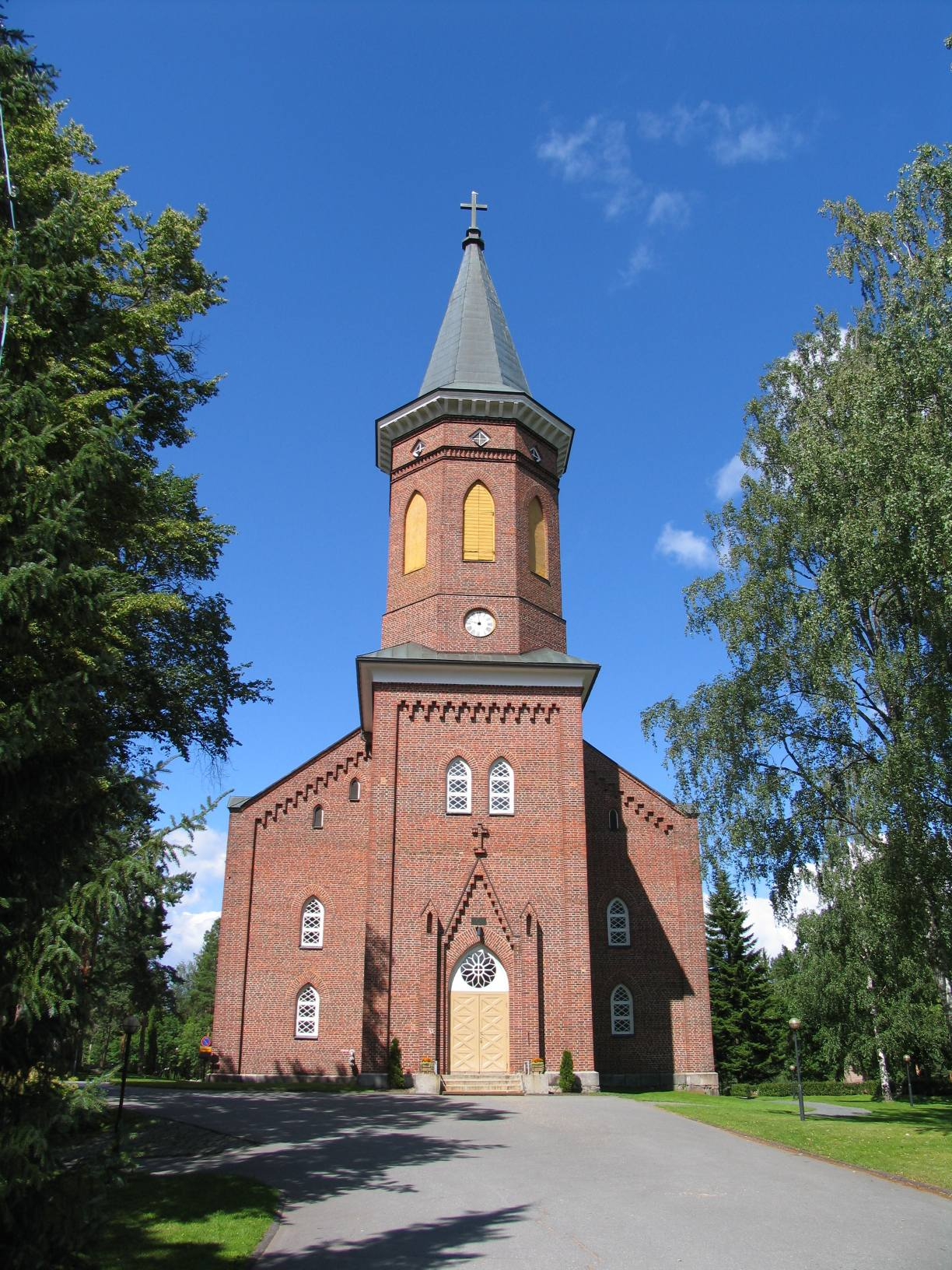
Kirche von Hattula, 1852–1857
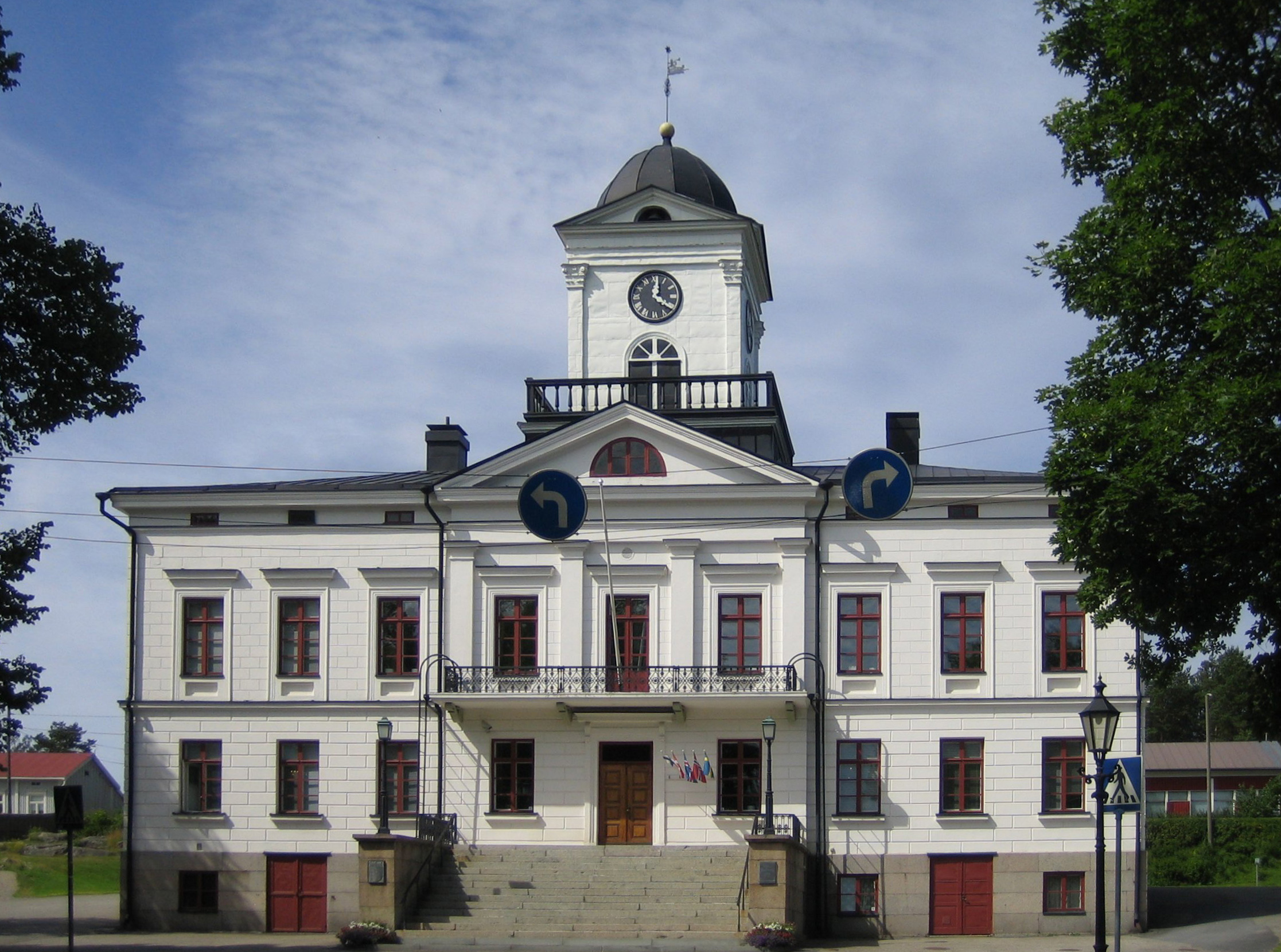
Rathaus von Kristinestad
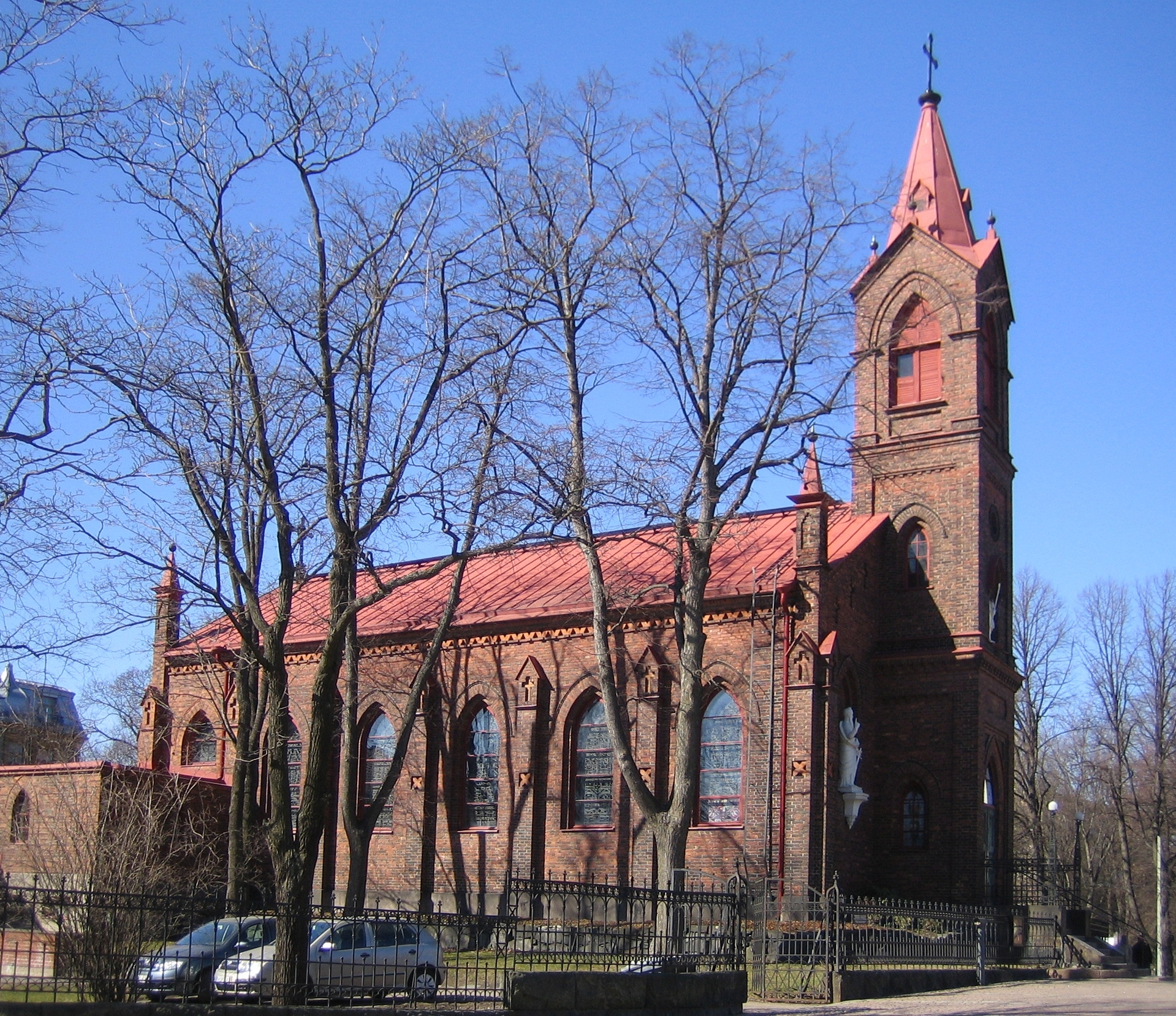
Henrik-Kathedrale
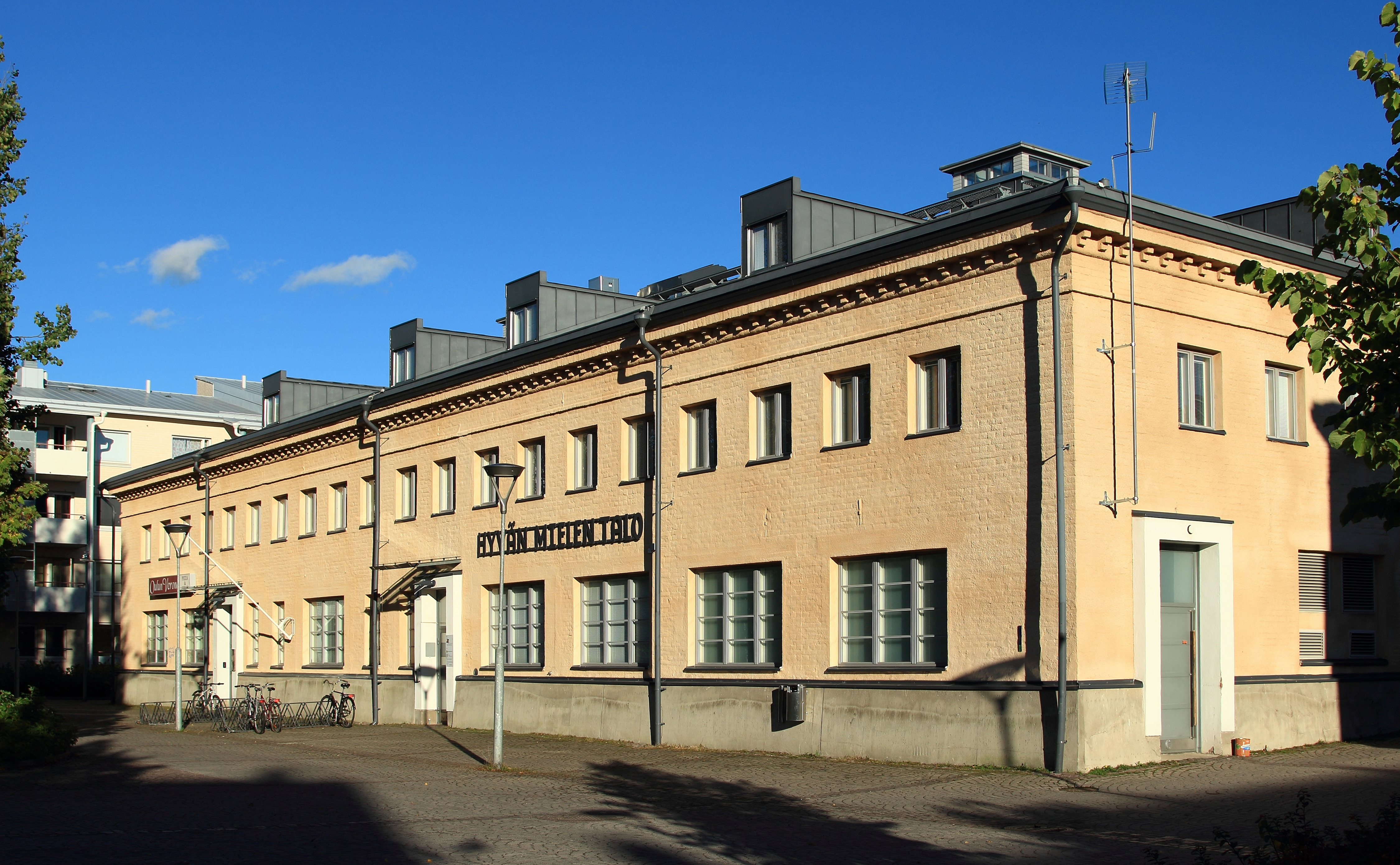
Haus der guten Laune, Oulu
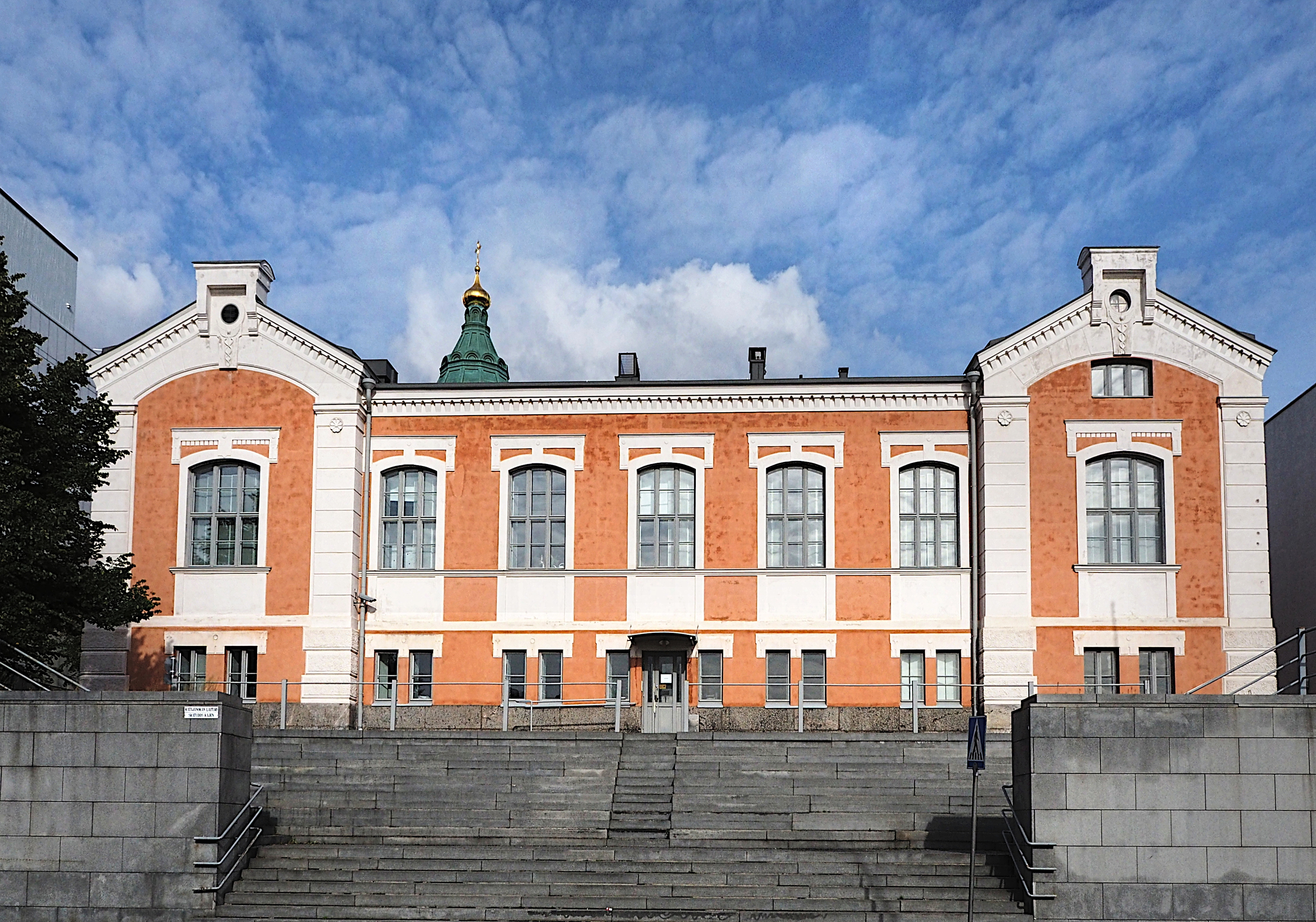
Finnische Finanzbank, Helsinki